# Indústria informàtica

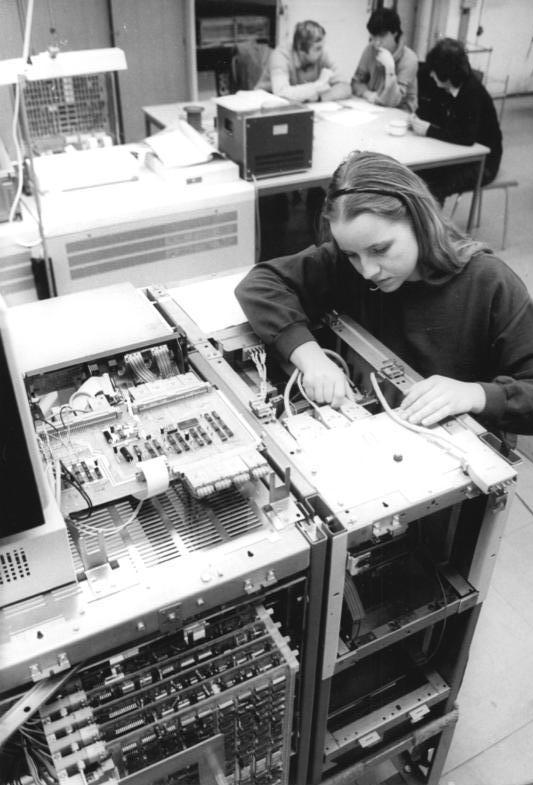
Treballadora muntant un ordinador EC 2655M a la fàbrica Robotron Elektronik. Dresden, Alemanya Oriental (febrer de 1985).

Indústria informàtica o indústria de la computació és un terme genèric utilitzat per descriure el conjunt d'empreses implicades en el desenvolupament de programari, disseny de maquinari i d'infraestructura de xarxes informàtiques, fabricació de components d'ordinadors i la prestació de serveis de tecnologia de la informació.
Els humans han estat emmagatzemant, recuperant, manipulant i comunicant informació des del temps dels sumeris a la Mesopotàmia quan van desenvolupar l'escriptura al voltant del 3.000 aC, però el terme gira al voltant de la tecnologia de la Informació en el seu sentit modern, que va aparèixer per primer cop en un article de 1958 publicat a la revista Harvard Business Review; els autors Harold J. Leavitt i Thomas L. Whisler va comentar que "la nova tecnologia encara no té un sol nom establert. L'anomenarem tecnologia de la informació (TI)." La seva definició consta de tres categories: tècniques de processament, aplicació de mètodes estadístics i matemàtics a presa de decisions, i la simulació de pensaments d'ordre superior mitjançant programes informàtics.
El terme s'utilitza habitualment com a sinònim d'ordinadors i xarxes d'ordinadors, però també engloba altres tecnologies de distribució d'informació com ara la televisió i telèfons. Diversos productes o serveis dins d'una economia estan associats a la tecnologia de la informació, inclosos el maquinari informàtic, programari, electrònica, semiconductors, internet, equips de telecomunicacions, i comerç electrònic.
A partir de les tecnologies d'emmagatzematge i processament emprades, es poden distingir quatre diferents fases del desenvolupament de les TI: pre-mecànica (3000 aC– 1450 d.C), mecànica (1450–1840), electromecànica (1840–1940), i electrònica (1940–actualitat).